# Barbara Ludvigsdotter
Barbara Ludvigsdotter var en svensk nunna. Hon var abbedissa i Sko kloster i Uppland. 
Barbro var priorinna 1478 och abbedissa 1489. Den 20 juli 1489 upptogs Sko kloster i syskonskap med dominikanklostret i Stockholm. Hon sammanställde en jordebok över klostrets egendomar, vilken färdigställdes den 13 december 1489. År 1492 utfärdade hon ett bevis på att "systrarna i Skokloster icke af rätt utan endast af ärkebiskop Jakob Ulfssons nåd och mildhet, så länge han behagade, uppburo ärkebiskopstionde af Sko socken". Hon upptog 1495 Peder Gynt och hans hustru Katarina i brödraskap med klostret. Den 11 augusti 1498 upptogs Sko kloster i brödraskap med dominikanerna i Strängnäs.